# Мале Ґацно
Мале Ґацно (пол. Małe Gacno) — село в Польщі, у гміні Цекцин Тухольського повіту Куявсько-Поморського воєводства.
Населення — 229 осіб (2011).
У 1975-1998 роках село належало до Бидгощського воєводства.

## Демографія
Демографічна структура станом на 31 березня 2011 року:
|          | Загалом | Допрацездатний вік | Працездатний вік | Постпрацездатний вік |
| -------- | ------- | ------------------ | ---------------- | -------------------- |
| Чоловіки | 112     | 24                 | 82               | 6                    |
| Жінки    | 117     | 22                 | 75               | 20                   |
| Разом    | 229     | 46                 | 157              | 26                   |